# 朱治
朱治（156年—224年），字君理，丹楊故鄣人，三國時代東吳重要將領，孫策在建立基業征伐江東時，照顧孫家一家，與其程普、黃蓋、韓當是孫家三代老將元勳。

## 生平
朱治早年曾擔任縣吏，後察舉為孝廉，在州被辟為從事，跟隨孫堅到處征戰。188年，拜為司馬，隨軍討伐長沙、零陵、桂陽等三郡的周朝、蘇馬等賊軍，立有戰功，孫堅表他行都尉。後關東軍反董卓，朱治又隨孫堅軍大破董卓於陽人，進入洛陽，被表行督軍校尉，特許將領步騎，往徐州幫助陶謙討伐黃巾軍。 
191年，孫堅戰死，朱治便輔助孫策，依靠於袁術。後來知道袁術不立政務、品德，便勸孫策返回江東自立。太傅馬日磾在壽春，辟朱治為官吏，升為吳郡都尉。當時吳景在丹楊任官，而孫策受命為袁術攻打廬江，劉繇深怕為袁術、孫策所吞併，產生誤解、猜疑。但孫策的家人都在州中，於是，朱治派人到曲阿迎接孫策母親及孫權等幼弟，提供養護，對孫家甚有恩惠。後朱治從錢唐想進至吳，吳郡太守許貢在由拳抵抗他，兩軍發生戰鬥，大敗許軍。許貢南逃投靠山賊嚴白虎，朱治遂進入吳郡，代領太守事務。孫策成功平定江東，197年，朱治舉孫權為孝廉。
200年孫策被許貢門客所傷，不治。朱治與張昭、周瑜等繼續幫助孫權。202年，孫權正式表朱治為吳郡太守，行扶義將軍，以割婁、由拳、無錫、毗陵為食邑，設置長吏。後參與征討夷越，平定東南，擒獲黃巾餘軍陳敗、萬秉等。
孫權之堂兄孫賁的女兒是曹操兒子曹彰的妻子，208年，曹操佔領荊州，威震南土，孫賁畏懼，欲送兒子到曹軍處為人質。朱治聽到後，向孫賁陳說安危，孫賁便不送子質。孫權視他為上將，後孫權為吳王，朱治每次進見，孫權都會親自迎接，以厚禮待他，設宴、贈予，恩澤、敬意特別多，而朱治的隨從甚至也有禮物。
222年，封為毗陵侯，第二年，拜為安國將軍，授與金印、紫綬，徙封邑到故鄣（即故鄣侯）。孫權常讚歎朱治憂心、勤於王事，派官员幫助他分担政務，使朱治只需要擔任四縣的租稅事務。當地子弟及吳四大姓家族多到郡出仕，郡吏常常以千計，朱治統轄了數年，全部遣到王府，每次都有數百人。每年進獻，孫權都答報過厚。而當時丹楊深地，叛亂頻頻發生，而朱治仍覺年事而高，思戀故鄉，自表到故鄣屯兵，鎮撫山越。郡中的長老、朋友都到朱治家拜訪，朱治任都引見，與他們共飲歡宴，鄉黨的人都引以為榮。在故鄣留了數年，返回吳郡養老。從擔任吳郡太守那年開始，在郡任職前前後後有三十一年，於224年逝世，享年六十九歲。

## 特徵
朱治雖身在富貴，但為人儉約，孫權非常讚揚他，對他禮待有嘉；故鄉百姓都對朱治引以為榮，而且循循善誘。孫權之弟孫翊，性格孤僻急躁，喜怒轉變很快，朱治數次責備，曉喻道義。
但同時也有老臣恃驕的缺點，由諸葛瑾的幫忙才與孫權關係和好。

## 家庭

### 子
- 朱然，本為朱治之甥，後收為養子，朱治眾子中為長子。為東吳的重要將領，繼承呂蒙的位置。
- 朱才，朱治二子。繼承父爵，官至偏將軍。
- 朱纪，朱治三子。娶了孫策之女，官至校尉。
- 朱緯，朱治四子。數歲早夭。
- 朱萬岁，朱治五子。數歲早夭。

### 孫
- 朱績，朱然之子。為東吳的重要將領，官至大將軍、都護督，後改回本姓施。
- 朱琬，朱才之子。襲爵為將，官至鎮西將軍。

## 評價
《三國志》評曰：「朱治、呂範以舊臣任用，朱然、朱桓以勇烈著聞，呂據、朱異、施績咸有將領之才，克紹堂構。若範、桓之越隘，得以吉終，至於據、異無此之尤而反罹殃者，所遇之時殊也。」

## 延伸阅读
[在维基数据编辑]
 《三國志·卷56》，出自陳壽《三國志》

1. ↑  原文為九真太守，但觀其行事應為吳郡太守。盧弼《三國志集解》認為應校作為真太守、即真正吳郡太守。
2. ↑  《三國志·諸葛瑾傳》：吳郡太守朱治，權舉將也，權曾有以望之，而素加敬，難自詰讓，忿忿不解。瑾揣知其故，而不敢顯陳，乃乞以意私自問，遂於權前為書，泛論物理，因以己心遙往忖度之。